# Dasyhelea furcula
Dasyhelea furcula är en tvåvingeart som beskrevs av Meillon och Wirth 1989. Dasyhelea furcula ingår i släktet Dasyhelea och familjen svidknott. Inga underarter finns listade i Catalogue of Life.